# Représentations diplomatiques en république démocratique du Congo

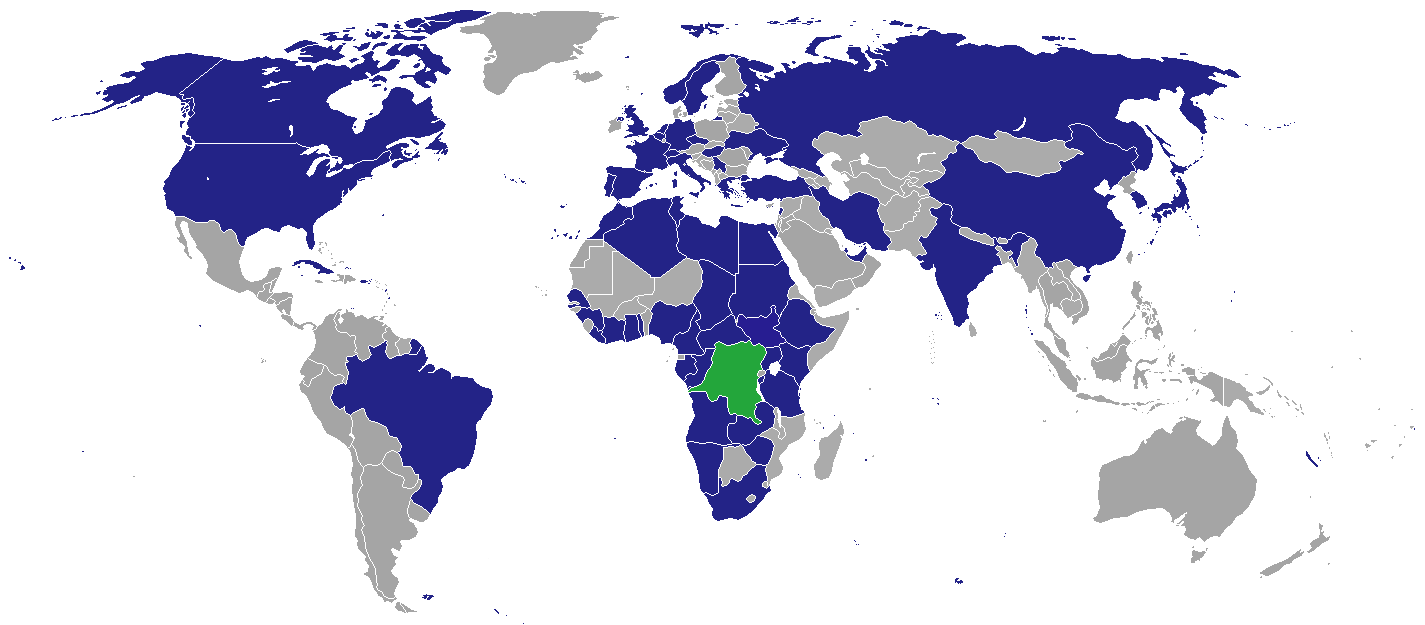
Carte des représentations diplomatiques en République démocratique du Congo

Ceci est une liste des représentations diplomatiques en République démocratique du Congo. Il y a actuellement 54 ambassades à Kinshasa.

## Ambassades àKinshasa
| - Afrique du Sud - Algérie - Allemagne - Angola - Argentine - Belgique - Brésil - Burundi - Cameroun - Canada - Chili - Chine - Congo-Brazzaville - Corée du Nord - Corée du Sud - Côte d'Ivoire - Cuba - Égypte - Espagne - États-Unis - Éthiopie - Finlande - France - Gabon | - Ghana - Grèce - Guinée - Inde - Iran - Israël - Italie - Japon - Kenya - Liban - Liberia - Libye - Maroc - Namibie - Nigeria - Norvège Ordre de Malte - Ouganda - Pays-Bas - Pologne - Portugal - République centrafricaine - Royaume-Uni - Russie | - Sénégal - Serbie - Soudan du Sud - Soudan - Suède - Suisse - Tanzanie - Tchad - Tchéquie - Togo - Tunisie - Turkey - Vatican - Zambie - Zimbabwe |

## Autre mission à Kinshasa
- Union européenne (Délégation)

## Consulats

### Consulat général àKinshasa
- Autriche
- Israël
- Mali
- Roumanie
- Slovaquie
- Uruguay

### Consulat général àBukavu
- Burundi

### Consulat général àLubumbashi
- Afrique du Sud
- Angola
- Belgique
- Tanzanie
- Zambie
- Zimbabwe

### Consulat général àMatadi
- Angola

### Consulat àGoma
- Kenya

## Ambassades non résidentes
| - Arabie saoudite (Kampala) - Australie (Harare) - Botswana (Lusaka) - Croatie (Paris) - Eswatini (Maputo) - Indonésie (Dakar) - Irlande (Pretoria) - Lesotho (Pretoria) | - Mexique (Addis-Abeba) - Paraguay (Pretoria) - Sierra Leone (Abuja) - Trinité-et-Tobago (Abuja) - Viêt Nam (Luanda) |